# Cuarteto de cuerda n.º 14 (Beethoven)
El Cuarteto de cuerdas n.º 14 en do sostenido menor, Op. 131 de Ludwig van Beethoven fue compuesto hacia 1826, y está dedicado al Barón Joseph von Stutterheim.
Dura aproximadamente 40 minutos.

## Composición

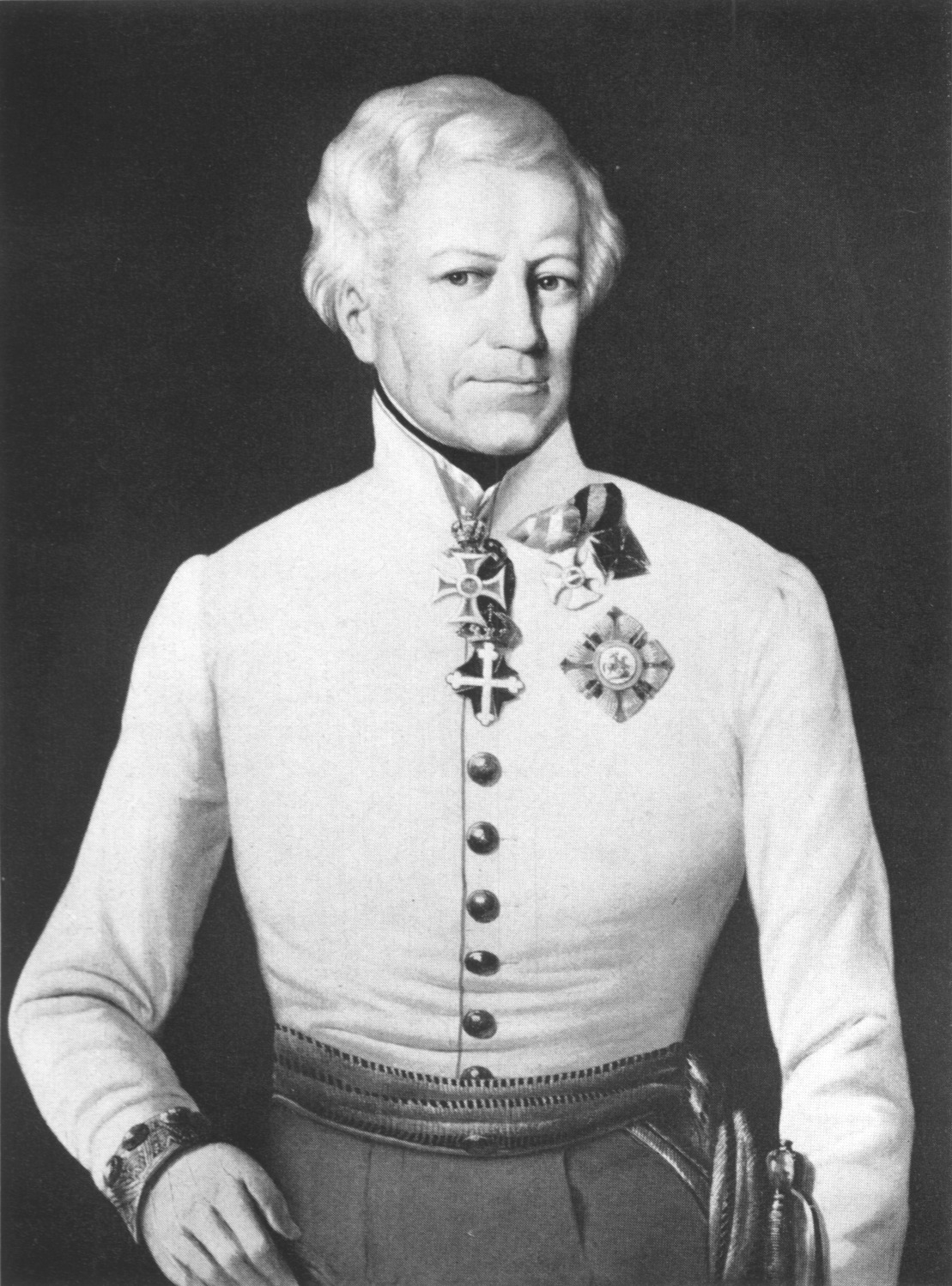
Joseph Freiherr von Stutterheim (1764-1831)

Beethoven escribió su Cuarteto de cuerda n.º 14 desde finales de 1825 hasta julio de 1826 directamente después del Cuarteto de cuerda n.º 13 en si bemol mayor, op. 130. Robert Winter escribió sobre todo esto en relación con la Grosse Fuge cuando todavía era el final original del cuarteto n.º 13: «Los bocetos [...] sugieren que el compositor pasó directamente de Grosse Fuge a la fuga de apertura del Op. 131, como si la catarsis profunda de la primera hubiera liberado el sereno lirismo de la segunda».
Pero se produjeron retrasos resultado de la enfermedad de Beethoven en marzo. Ya en mayo, Beethoven declaró al editor Schott Verlag de Mainz que el trabajo en el cuarteto había terminado, pero no lo envió hasta agosto. Hacia el final de la obra compositiva, Beethoven fue sacudido por el intento de suicidio de su sobrino Karl el 30 de julio de 1826.
Schott Verlag pagó a Beethoven una tarifa muy elevada de 80 ducados por el cuarteto, haciendo que Beethoven recibiera 30 ducados más por este cuarteto que por cada uno de los tres cuartetos anteriores destinados al príncipe ruso Nikolai Borissowitsch Golizyn.

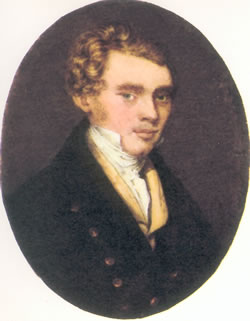
Karl Holz

Beethoven inicialmente tenía la intención de dedicar el cuarteto a su amigo y patrocinador Johann Nepomuk Wolfmayer, pero luego lo dedicó al ayudante del mariscal de campo de Moravia Joseph von Stutterheim: «Debe ser el teniente del mariscal de campo Barón v. Stutterheim, a quien debo grandes deudas, al que esté dedicado». Este cuidó de su sobrino Karl, que mientras tanto había ido al ejército y, si Karl era adecuado, prometió promoverlo. Más tarde, Beethoven dedicó su cuarteto de cuerda n.º 16 en fa mayor op. 135 a su amigo Wolfmayer.

## Música
Con las palabras «El cuarteto en La menor tenía cinco movimientos, el cuarteto en Re mayor seis movimientos. ¡El cuarteto en Do menor tiene siete movimientos!» el musicólogo Harry Goldschmidt formuló su opinión sobre el desarrollo de los últimos cuartetos de Beethoven. Sin embargo, la opinión general sobre el número de movimientos no es tan clara: mientras el musicólogo Johannes Forner también habla de «siete movimientos, aunque diferentes en tipo y extensión», Theodor Helm no ve movimiento independiente en el número 3 (sin justificarlo), sin embargo, deja esta pregunta abierta para el número 6.
A diferencia de los cuartetos anteriores de Beethoven, los movimientos del cuarteto do sostenido menor pierden su independencia en el sentido de que no hay separaciones claras entre los movimientos individuales en el manuscrito autógrafo. Estos solo se anotan en la partitura de la editorial Schott. En consecuencia, Karl Holz, segundo violinista del Cuarteto Schuppanzigh, íntimo de Beethoven, le preguntó: «¿Tiene que tocarse sin parar? - entonces no podemos repetir nada!... ». Como Karl Holz pudo informar de sus recuerdos en 1857, «a pesar de todas los temores debido a la pérdida de afinación de los instrumentos y la fatiga de los oyentes, Beethoven solo concedió un breve descanso después del Presto (no antes)».
Del mismo modo, los movimientos tienen un peso diferente: tres de los movimientos actúan como un enlace intermedio, mientras que los cuatro movimientos restantes forman el punto focal del cuarteto. En este sentido, Hugo Riemann piensa «que solo quedan los cuatro movimientos principales habituales», y ve los otros movimientos como «movimientos de transición».

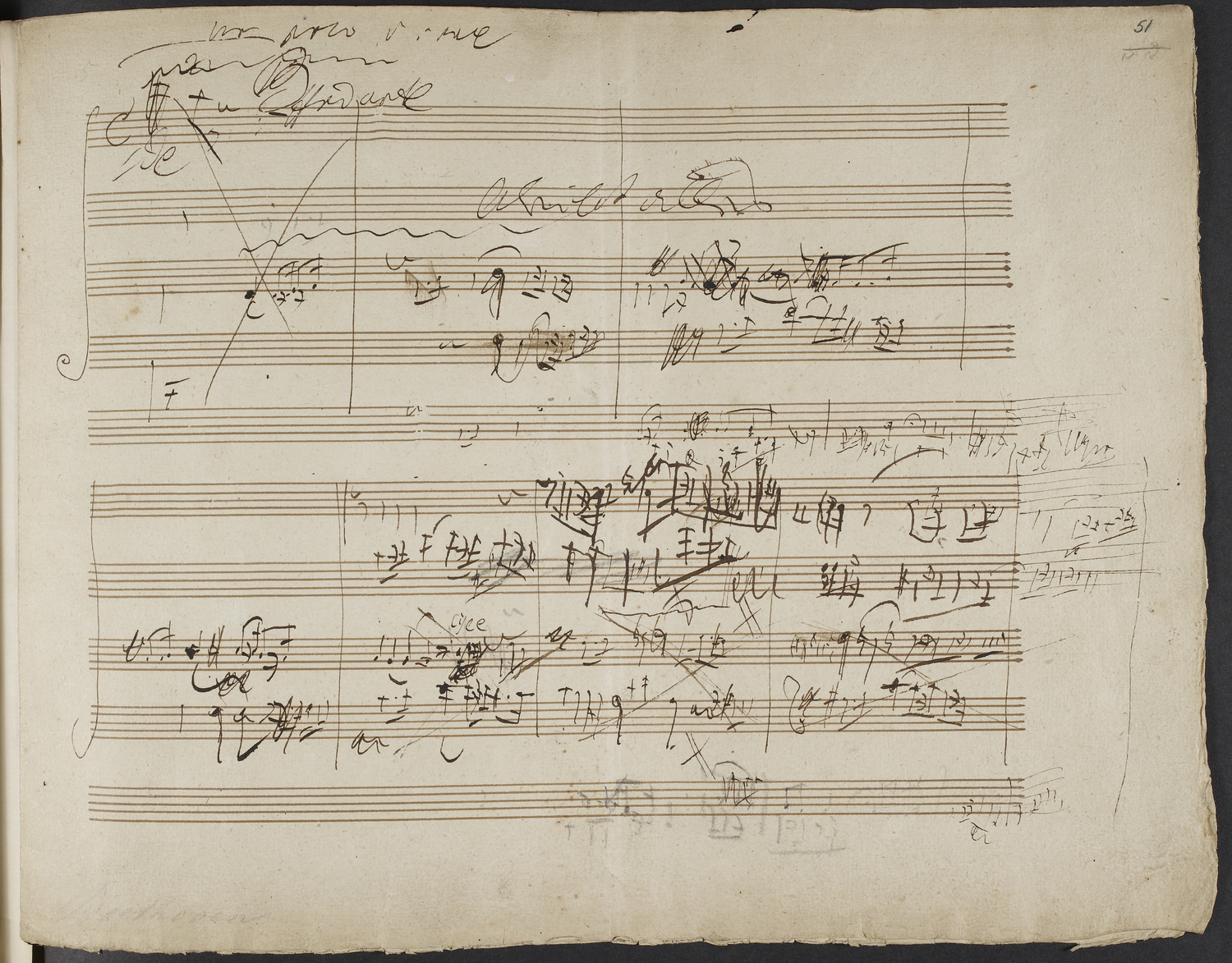
Ludwig van Beethoven - Boceto del cuarteto Op. 131.

Como Robert Winter, que había catalogado los bocetos ampliamente conocidos del Cuarteto de cuerda op.131 en 1982, por un lado para todo el trabajo, por otro lado para el final y el tercer movimiento, Beethoven diseñó cinco planes de movimientos diferentes durante el trabajo de composición hasta que finalmente decidió el concepto final.
Después de la Sonata para piano n.º 14, el cuarteto Op. 131 fue solo la segunda composición en la que Beethoven usó la clave en Do sostenido menor. [14] En la obra de Joseph Haydn solo se encuentra en su sonata para piano Hob. XVI: 36; en Wolfgang Amadeus Mozart, sin embargo, no se encuentra en absoluto.
El último deseo musical de Schubert fue escuchar el cuarteto Op. 131, lo que hizo el 14 de noviembre de 1828, cinco días antes de su muerte. Al escuchar una interpretación del cuarteto Op. 131, Schubert comentó: «Después de esto, ¿qué queda por escribir?» Para Beethoven, el favorito de sus cuartetos finales era este Decimocuarto Cuarteto, op. 131, en do sostenido menor, que califica como su más perfecta obra única.

## Movimientos
El Opus 131 consta de siete movimientos:
1. Adagio ma non troppo e molto espressivo
2. Allegro molto vivace
3. Allegro moderato - Adagio
4. Andante ma non troppo e molto cantabile - Piu mosso - Adagio,ma non troppo e semplice - Allegretto
5. Presto
6. Adagio quasi un poco andante
7. Allegro

### Primer movimiento
El primer movimiento es una fuga adagio y, como dijo Richard Wagner, «probablemente la más melancólica que se haya formulado en tonos» y la comparó «con el despertar de la mañana del día [...] Pero que al mismo tiempo es una oración de penitencia, una consulta con Dios en la fe en el bien eterno».
Al igual que los primeros movimientos del Cuarteto de cuerda n. ° 13 en si bemol mayor, Op. 130 (y, por lo tanto, también de la Grosse Fuge) y el Cuarteto de cuerda n.° 15 en la menor, Op. 132, el movimiento se basa en el grupo de cuatro tonos. Lewis Lockwood señala la similitud de este tema con el de la fuga N.º 4 en Do sostenido menor del primer volumen de El clave bien temperado de Johann Sebastian Bach.
El movimiento experimenta un desarrollo polifónico (aunque en menor medida que en la Grosse Fuge, ya que el tema solo aparece como una sola cita después de la exposición y solo se encuentra al final de la fuga), lo que llevó al musicólogo Manfred Hermann Schmid a hacer la siguiente evaluación: «La fuga se desliza a través de diferentes teclas».

### Segundo movimiento
El segundo movimiento es en tiempo de 6/8 y tiene un carácter de transición; el tema principal cambia a Re mayor. Las interpretaciones de los intérpretes para este movimiento varían entre el movimiento de sonata sin implementación y un «rondó claro con cuatro coros». Según el investigador musical Harry Goldschmidt, el movimiento «tiene un solo tema. Casi nos gustaría llamarlo un tema de página derivada para un movimiento de sonata inexistente». Joseph Kerman a su vez dijo: «La falta de modulación, contraste o desarrollo graves, y toda la situación rítmica, contribuyen a una cualidad subyacente: la tranquilidad».
El do sostenido menor de la fuga se mezcla con el tiempo rítmico del segundo movimiento.

### Tercer movimiento
El tercer movimiento Allegro moderato - Adagio consta de 11 compases y comienza con dos acordes Tutti. La viola lleva al adagio de los cinco compases restantes en el sexto compás con el motivo principal de cinco tonos. El movimiento corto termina en el tono mayor dominante para el siguiente Andante

### Cuarto movimiento
El cuarto movimiento es un movimiento de variaciones en el subdominante paralelo de La mayor y centro del cuarteto. Joseph Kerman describió este conjunto de variaciones, en comparación con el Cuarteto de cuerda n.º 12 en mi bemol mayor, op. 127, aludiendo a las hermanas de la ópera Così fan tutte de Wolfgang Amadeus Mozart como «una hermana menor, menos llena de alma y de mente seria. Es Dorabella en lugar de Fiordiligi».
El complejo temático de 32 compases se basa en un motivo de un compás, interpretado alternativamente por los dos violines que ya se sugirió en el recitativo del tercer movimiento. En el curso posterior del tema, los contornos del grupo de cuatro tonos son reconocibles, lo que Emil Platen describe como un «principio general de construcción de intervalo». «[...] Como una característica común, hay un intervalo central grande característico, que está flanqueado por intervalos de dos segundos».
El tema es inmediatamente reconocible como tal solo en la primera variación y en la coda, y fuertemente cambiado en las otras variaciones.
La primera variación se caracteriza por cambios rítmicos debido a una polifonía más densa, el motivo constitutivo se procesa primero en las tres sub-partes, desde el noveno compás del primer violín, que también participa en el «trabajo de motivo calado».
La segunda variación (più mosso) cambia el tempo de 2/4 a 4/4, se mantiene al estilo de una alla marcia debido al énfasis estricto en los cuatro cuartos y recuerda el movimiento de alla marcia del Op. 132.
La primera parte de la tercera variación, que se titula «Lusinghiero» (halagador), retiene los segundos pasos en el motivo de la cabeza, pero extiende el rango hasta el posterior descenso hasta el sexto compás. Contiene una reminiscencia del movimiento de cabeza del Op. 132 y contrasta con la segunda parte de la variación. Esto desarrolla un tema rígido que, según Kerman, es «el viejo olor del aula, una vez más». «- pero perfumado de una manera bastante indescriptible».
La cuarta variación (6/8 de tiempo, Adagio) se caracteriza en parte por una polifonía densa.
En la quinta variación (nuevamente tempo de 2/4, Allegretto) los acordes dobles crean acordes de hasta ocho partes (compases 4, 12), y la segunda mitad del tema se observa como un compás repetido de ocho compases, agregando así un compás.
La sexta variación en el tempo bastante raro de 9/4, adagio ma non troppo e semplice se mantiene de manera himnática por la anotación sotto voce, así como Crescendi y Decrescendi en las cadenas de cuartos largos. Este humor devocional se ve perturbado por una decimosexta figura, un terremoto corto casi exclusivamente en dos segundos alternos, en el violonchelo.
La coda cambia, más claramente que las variaciones, entre Adagio y Allegretto (comenzando en Do mayor, luego en Fa mayor). Al principio, cada uno de los cuatro instrumentos toca uno o dos compases solistas, con octavos de trillizas móviles; entonces el primer violín vuelve a sonar con este motivo. Una séptima variación aparece en el curso de la coda. En los últimos cuatro compases de la coda, las repeticiones de los dos últimos compases del tema finalizan el movimiento.

### Quinto movimiento
El quinto movimiento de cinco partes, cuya animada tríada de violonchelo es seguida por una pausa general, tiene un carácter de scherzo; su tema imita el estilo de una canción infantil. Wulf Konold considera que el Trío y el Scherzo son independientes, con lo que el movimiento tendría siete partes. En la última parte del Scherzo, todo el cuarteto toca sul ponticello en una técnica de arco rica en armónicos. Beethoven se había asegurado con Karl Holz de si esta técnica era tocable, tal como afirmó el compositor.
Joseph Kerman describe el movimiento como «el scherzo más infantil de Beethoven en su obra de arte más madura y compleja».

### Sexto movimiento
Con sus 28 compases, el sexto movimiento también tiene un carácter de transición. La viola revive la melancolía de la fuga que abre el cuarteto. Las primeras tres notas de la viola representan una inversión de las primeras tres notas del tema de la fuga. El diálogo de los tres instrumentos principales es igualmente melancólico.

### Séptimo movimiento
El séptimo movimiento es el único movimiento de sonata del cuarteto (un solo movimiento en forma de sonata dentro de un cuarteto solo está disponible en las obras del cuarteto de Beethoven en el cuarteto mayor mi bemol mayor op. 74; y es el movimiento de la cabeza). A pesar de la clásica forma de sonata, un enfoque del trabajo temático solo tiene lugar en la coda.
El complejo temático principal consta de tres temas: el primer tema es más como un motivo, el segundo tema es similar al contra-tema de la Grosse Fuge, el tercer tema es quejumbroso. El doble fugato de la ejecución tiene un patetismo similar al de la Grosse Fuge.
El curso de la recapitulación tiene el carácter del movimiento clásico de sonata; la recapitulación en sí comienza antes de lo esperado. El tema principal aparece en la recapitulación como un nuevo doble fugato.
En la coda el primer violín intenta sin éxito dos veces salir de do sostenido menor a re mayor. 
Según Manfred Hermann Schmid, el final está «superpuesto por una segunda forma, el rondó». Gerd Indorf, por otro lado, ve en los aspectos citados por Schmid, como el uso temprano de la recapitulación y la única repetición completa del tema al comienzo de la implementación, sin argumentos convincentes para un rondo y contra un movimiento de sonata. En opinión de Indorf, las desviaciones del esquema de movimiento de sonata tradicional sirven más bien para enfatizar los contrastes y para llevar el clímax al final del movimiento.
Mientras que Wilhelm von Lenz describió el final como «Anclaje en el tiempo, el espacio y el despreocupado más allá», el compositor Richard Wagner escribió sobre este movimiento:

Esta es la danza del mundo mismo: lujuria salvaje, lamento doloroso, deleite amoroso, felicidad suprema, miseria, lujuria y sufrimiento. Luego tiembla como un rayo, el clima retumba: y sobre todo el monstruoso sujeto, que fuerza y desterra todo, con orgullo y seguridad lo condujo desde el vórtice al remolino, al abismo: - Se sonríe a sí mismo, ya que esta magia era solo un juego para él. . - Entonces la noche lo llama. Su día ha terminado.
Richard Wagner: Todos los escritos y poemas, 16 volúmenes, 6ª edición, Leipzig (1911-196); Volumen 9, página 97

## Repercusión
Después del fracaso de la Grosse Fuge, Beethoven inicialmente se resistió a cualquier interpretación del cuarteto op. 131, aunque su entorno presionó para un estreno: «¡No nos hagas esto! ¿Por qué debería escucharse en otro lugar antes que aquí?» dijo Karl Holz, porque él y sus colegas dijeron: «Queremos, tenemos que escucharlo». También el sobrino Karl dijo: «Pero también creo que sería un daño escuchar los (nuevos cuartetos) en Berlín antes que aquí».
Entonces, Beethoven cambió de opinión a fines de agosto y escribió a Schott Verlag el 29 de septiembre de 1826: «La obra se interpretará en breve en beneficio de un artista», (este proyecto debía realizarse durante la vida de Beethoven pero debido a su enfermedad mortal ya no será posible). Mientras tanto, Karl Holz le pidió a Beethoven información sobre la actuación.
El estreno tuvo lugar el 5 de junio de 1828 en Halberstadt por el cuarteto de los hermanos Müller. En el mismo año apareció una reseña del cuarteto de Johann Friedrich Rochlitz en el Allgemeine Musikalische Zeitung. Aquellos que «solo querían tener un pasatiempo agradable a través de la música» deberían «prescindir de los últimos trabajos de Beethoven». Todos los demás deberían abordar la obra «con buena voluntad, si es posible sin prejuicios, [...] con expectativas significativas pero no falsas, y también no demasiado generales e indefinidas». Pero uno tiene que escucharlo varias veces para comprenderlo: «Entonces aguanta el hecho de que pronto tu imaginación se pondrá en marcha casi solo para juegos indefinidos; [...] hasta que se familiarice mejor con la obra».
El director y compositor Ignaz von Seyfried llegó a la siguiente conclusión en el transcurso del mismo año: «Sin duda, el autor estaba de mal humor, se desmoronaba consigo mismo, probablemente atormentado por la misantropía».
Una primera interpretación pública en Viena tuvo lugar solo en 1835, ocho años después de la muerte de Beethoven, por el cuarteto de Leopold Jansa con Karl Holz, quien pudo haber tocado la viola.
El director de orquesta estadounidense Leonard Bernstein (1918-1990) grabó la pieza en 1977 basada en una versión orquestal de Dimitri Mitropoulos, con 60 intérpretes de cuerdas de la Filarmónica de Viena y lo describió como su álbum favorito entre todas sus grabaciones.